# Osminia gorodinskii
Osminia gorodinskii is een vlinder uit de familie wespvlinders (Sesiidae), onderfamilie Sesiinae.
Osminia gorodinskii is voor het eerst wetenschappelijk beschreven door Gorbunov & Arita in 2001. De soort komt voor in het Oriëntaals gebied.